# Обсерватория Кадзан
Обсервато́рия Кадзан (яп. 花山天文台 Кадзан тэммондай, романизирует своё название как Kwasan Observatory) — астрономическая обсерватория Киотского университета, основанная в 1929 году.
После строительства обсерватории Хида является частью комплекса обсерваторий, выполняя в основном исследовательскую и аналитическую работу по обработке данных, полученных с телескопов данного комплекса обсерваторий.
Обсерватория находится на горном хребте Хигасияма (яп. 東山).

## Руководители обсерватории
- Иссэй Ямамото
- Кадзунари Сибата — в настоящее время

## История обсерватории
- октябрь 1929 — учреждение обсерватории.
- 1961 — введены в эксплуатацию Taiyoh-kan и 70 см. целостат.
- апрель 1972 — введен в эксплуатацию 65 см. рефрактор и комплекс зданий для его обслуживания.
- 1979 — обсерватория перемещена в новое здание.